# Up (Fluggesellschaft)
Up war eine virtuelle Fluggesellschaft und eine Unternehmenssparte der israelische Fluggesellschaft El Al. Über das virtuelle Unternehmen wurden bis Oktober 2018 Billigflüge von El Al durchgeführt.

## Geschichte
Up wurde im November 2013 als Firmensparte der El Al eingerichtet und bot seit dem 30. März 2014 Billigflüge von und nach Europa an. Die Flüge wurden mit dem Air Operator Certificate sowie dem ICAO- und IATA-Code der El Al durchgeführt. Am 4. Januar 2018 teilte El Al mit, dass die Billigflüge unter der Marke Up im Verlauf des Jahres eingestellt würden. Am 15. Oktober 2018 gab EL Al den Markenauftritt Up auf.

## Flugziele
El Al flog ab Tel Aviv unter der Marke Up Ziele in Osteuropa an. Im deutschsprachigen Raum wurde Berlin-Schönefeld bedient.

## Flotte
Mit Stand Juni 2016 bestand die Flotte der Up aus vier Flugzeugen mit einem Durchschnittsalter von 12,4 Jahren:
| Flugzeugtyp    | Luftfahrzeugkennzeichen | Taufname | Sitzplätze (Economy+/Economy) |
| -------------- | ----------------------- | -------- | ----------------------------- |
| Boeing 737-800 | 4X-EKO                  | Lod      | 180 (36/144)                  |
| Boeing 737-800 | 4X-EKM                  | Ramia    | 180 (36/144)                  |
| Boeing 737-800 | 4X-EKT                  |          | 180 (36/144)                  |
| Boeing 737-800 | 4X-EKU                  | Raanana  | 180 (36/144)                  |